# Matwejewka (Kaliningrad)
Matwejewka (russisch Матвеевка, deutsch Hermannshof, litauisch Hermanshofas) ist ein Ort in der russischen Oblast Kaliningrad. Er liegt im Rajon Gurjewsk und gehört zur kommunalen Selbstverwaltungseinheit Stadtkreis Gurjewsk. 
Der Ort Matwejewka befindet sich allerdings nicht genau an der Ortsstelle Hermannshof, sondern schließt westlich an diese an, während die Ortsstelle Hermannshof selber verlassen ist.

## Geographische Lage
Matwejewka liegt 17 Kilometer östlich der Oblasthauptstadt Kaliningrad (Königsberg) am Ende einer unwegsamen Straße, die bei der früheren, jetzt untergegangenen Ortschaft Podolskoje (Praßnicken) von der Nebenstraße abzweigt, die Pribreschnoje (Palmburg, an der russischen Fernstraße A 229, ehemalige deutsche Reichsstraße 1) mit Pridoroschnoje (Neu Droosden, an der Fernstraße A 190) verbindet.
Eine Bahnanbindung besteht nicht mehr. Bis 1945 war Gamsau (russisch: Podgornoje) die nächste Bahnstation an der Strecke von Königsberg (Preußen) (Kaliningrad) über Possindern (Roschtschino) nach Tapiau (Gwardeisk), die von der Königsberger Kleinbahn betrieben wurde.

## Geschichte
Hermannshof bestand seinerzeit aus einem großen Hof mit Nebengebäuden. Hermannshof war ein Ortsteil des Gutsdorfs Praßnicken (russisch: Podolskoje, heute nicht mehr existent, die Ortsstelle gehört zum Gebiet Dobrojes) und mit diesem Ort in seiner Geschichte verbunden. Er gehörte zum Amtsbezirk Groß Legden (russisch: Dobroje) im Landkreis Königsberg (Preußen) (1939 bis 19045 Landkreis Samland) im Regierungsbezirk Königsberg der preußischen Provinz Ostpreußen. Am 30. September 1928 verlor Praßnicken seine Eigenständigkeit und wurde in der Landgemeinde Gamsau (russisch: Podgornoje) eingemeindet.
Infolge des Zweiten Weltkrieges kam Hermannshof mit dem nördlichen Ostpreußen zur Sowjetunion und erhielt 1950 die russische Bezeichnung Matwejewka. Gleichzeitig wurde der Ort in den Dorfsowjet Jaroslawski selski Sowet im Rajon Gurjewsk eingegliedert. Später gelangte der Ort in den Nisowski selski Sowet. Von 2008 bis 2013 gehörte Matwejewka zur Landgemeinde Nisowskoje selskoje posselenije und seither zum Stadtkreis Gurjewsk.

## Kirche
Die Einwohner Hermannshofs waren vor 1945 fast alle evangelischer Konfession. Der Ort gehörte zum Kirchspiel der Kirche Arnau (russisch: Rodniki) im Kirchenkreis Königsberg-Land II innerhalb der Kirchenprovinz Ostpreußen der Kirche der Altpreußischen Union. Letzter deutscher Geistlicher war Pfarrer Arthur Brodowski.
Heute liegt Matwejewka im Einzugsbereich der evangelisch-lutherischen Auferstehungskirche in Kaliningrad (Königsberg) innerhalb der Propstei Kaliningrad der Evangelisch-lutherischen Kirche Europäisches Russland (ELKER).